# Morava 1918
Morava 1918 je občanská iniciativa a vznikající politická strana, která sdružuje pořadatele stejnojmenné akademické konference. Během Sčítání lidu, domů a bytů 2021 vedla také intenzivní kampaň za přihlášení občanů k moravské národnosti. V parlamentních volbách 2021 spolupracovala s Korunou Českou (monarchistickou stranou Čech, Moravy a Slezska).

## Konference Morava 1918
První ročník konference Morava 1918 se uskutečnil v budově Moravského zemského muzea v Brně 3. října 2018 u příležitosti 100. výročí zániku monarchie a s ní i tradičního zemského zřízení. Přednášky a příspěvky do sborníku z konference se týkaly událostí, které vedly 28. října 1918 k vyhlášení Republiky Československé a předznamenaly postupné potlačení moravské samosprávy ze strany vládnoucí moci. Druhý ročník konference se konal 19. října 2019 a jeho tématem byly symboly moravské země. Třetí ročník se měl původně konat v říjnu 2020, ale kvůli opatřením spojeným s pandemií covidu-19 se po několika odkladech uskutečnil až 26. července 2021. Jeho tématem bylo představení všech uskupení působících v rámci moravského hnutí.

## Kampaň ke Sčítání lidu
17. listopadu 2020 oznámila Morava 1918, že oficiálně začíná s informační kampaní s názvem KAŽDÁ DĚDINA SE POČÍTÁ. Cílem kampaně bylo, aby se obyvatelé každé dědiny na Moravě (a ve Slezsku) dověděli o svobodné možnosti přihlášení se k moravské národnosti a k moravskému jazyku. Tato kampaň vyvolala mezi obyvateli na Moravě i v médiích (místních, regionálních i celostátních) velký ohlas. Podle iniciativy Morava 1918 se každý den spontánně hlásili další dobrovolníci. Některé další subjekty (Moravská národní obec, Politická strana Moravané) vytvořili a nabídli dobrovolníkům svoje plakáty. Přinejmenším ty od strany Moravané se staly kontroverzní vzhledem k (často nepodloženému) poukazování na znevýhodňování Moravy. Morava 1918 se k plakátům od PSM nevyjadřovala. Podle analýzy autorů dosáhla kampaň naprosté většiny svých cílů (s tím, že někde je i překonala). Zdůraznili to, že výrazně posílila moravské hnutí jako celek a celkově zvýšila u lidí zájem o Moravu.

## Parlamentní volby 2021
Před parlamentními volbami 2021 se vznikající strana pokusila vyjednat jednotnou koalici pro sebe a ostatní subjekty moravského hnutí. Považovala to za podmínku úspěchu oživení moravanství ve společnosti, které proběhlo výše zmíněnou plakátovou kampaní před sčítáním lidu. Strana Moravané (jakožto tehdy již existující politický subjekt) proto vytvořila veřejnou výzvu, ve které vyzvala Moravské zemské hnutí, Moravu 1918 a další pro-moravské a pro-slezské spolky, aby na svátek Svatých Cyrila a Metoděje vytvořili jednotnou volební koalice s názvem ZA MORAVU A SLEZSKO. Po jednáních se však ukázalo, že postoje Moravského zemského hnutí tuto kandidátku neumožní. MZH tuto výzvu uvítalo, ale poukázalo přitom na velké názorové rozpory mezi PSM a MZH a předpokládá spolupráci v dalších volbách s tím, že se tyto názorové rozpory ošetří.
Morava 1918 tak po neúspěšných jednáních následně přijala nabídku k volební spolupráci od Koruny české (monarchistické strany Čech, Moravy a Slezska). Argumentem pro tuto spolupráci se stal podobný konzervativní a křesťansko-demokratický program se znovu-zavedením zemského zřízení. Morava 1918 získala za svoji podporu několik míst na kandidátkách KČ a ve dvou krajích dokonce místní kandidátky vedla. Na slavnostním zahájení volební kampaně Koruny české 9. srpna 2021 vystoupil za Moravu 1918 Jiří Svatopluk Novotný, který byl lídrem kandidátky v Jihomoravském kraji.

2024
Morava 1918 se registruje jako nadační fond